# Burnout CRASH!
Burnout CRASH!（バーンアウト・クラッシュ!）は、エレクトロニック・アーツから発売されたゲーム。本シリーズ初のダウンロード販売専用タイトルで、PlayStation 3版はPlayStation Store、Xbox 360版はXbox Live Arcade、iOS版はApp Storeで配信される。
クラッシュモードに特化した内容となり、画面も見下ろし形となっている。ニード・フォー・スピード ホット・パースートで初めて取り入れられたAutolog機能を採用し、フレンドとのスコアの比較や挑戦を行える。また、Xbox 360版はKinectでの操作に対応している。iOS版はiPhone、iPod touch、iPadに対応する。
日本国内でも配信されるが、内容は英語版となっている。
なお、2008年2月に「バーンアウトの新作が発売される」というEAの幹部による発言があったが、その発言との関連性は不明。